# Kanton Annecy-Nord-Est
Kanton Annecy-Nord-Est (fr. Canton d'Annecy-Nord-Est) je francouzský kanton v departementu Horní Savojsko v regionu Rhône-Alpes. Skládá se pouze ze severovýchodní části města Annecy.